# Collotheca undulata
Collotheca undulata är en hjuldjursart som beskrevs av Sládecek 1968. Collotheca undulata ingår i släktet Collotheca och familjen Collothecidae. Inga underarter finns listade i Catalogue of Life.